# Crédit foncier égyptien
Le Crédit foncier égyptien (CFE) est une ancienne banque française.

## Histoire

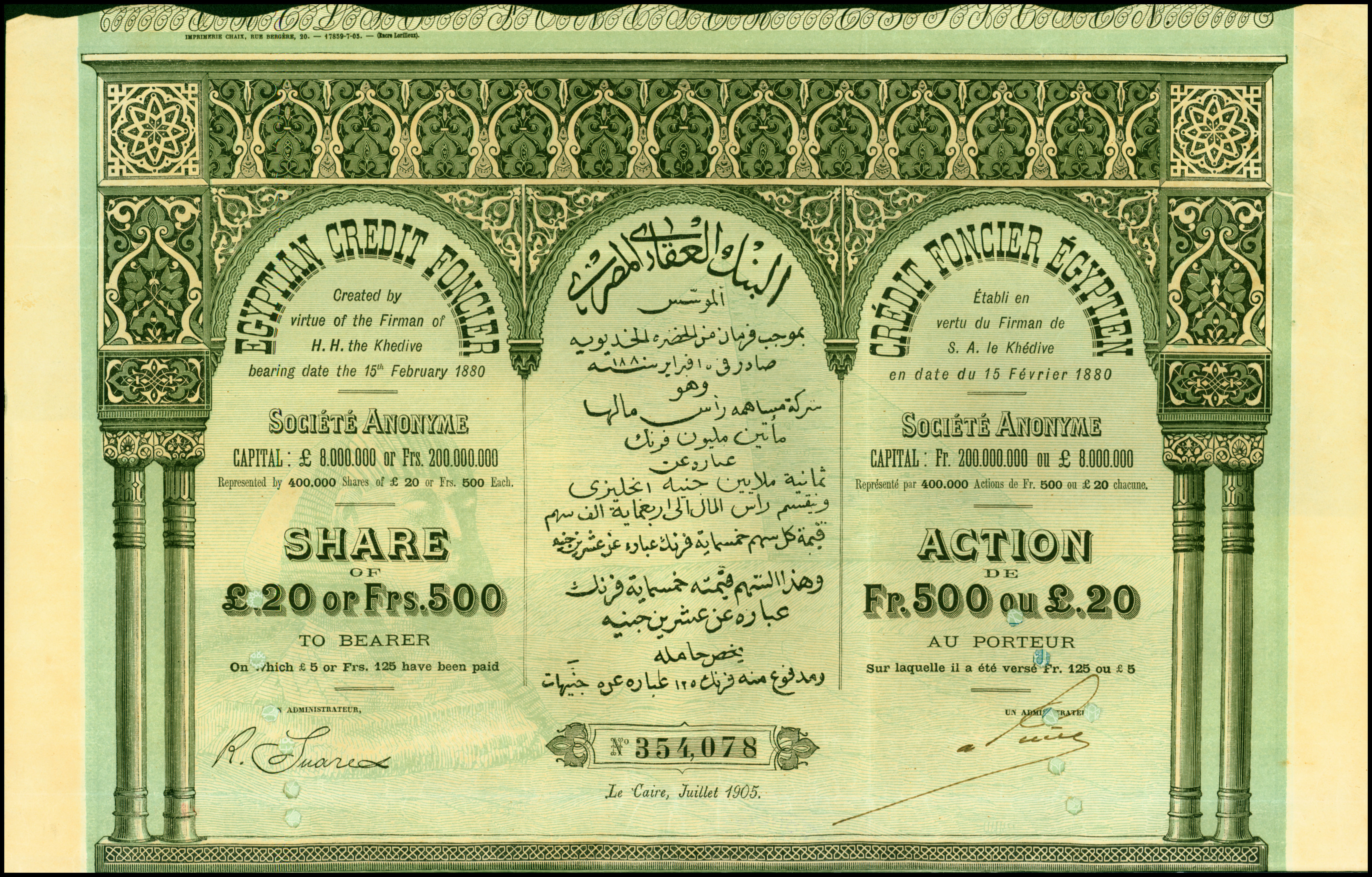
Action du Crédit foncier égyptien en date du juillet 1905

La Crédit foncier égyptien est créée en 1880, au capital de 40 000 000 de francs, par des banquiers français (Delort et Suarèz, Julius Beer et Edward Dicey, Comptoir national d'escompte de Paris, Banque de Paris et des Pays-Bas, etc.).
En 1914, elle est la deuxième plus importante société en Égypte après Suez.

## Sources
- Samir Saul, « Le Crédit foncier égyptien : vaisseau amiral des entreprises françaises en Égypte », in La France et l'Égypte de 1882 à 1914, 1998